# Ferdinand 2. af Portugal
Ferdinand 2. af Portugal (portugisisk: Fernando II), født som Prins Ferdinand af Sachsen-Coburg og Gotha, (født 29. oktober 1816, Wien, død 15. december 1885, Lissabon) var en tysk prins af Sachsen-Coburg og Gotha, der var konge af Portugal jure uxoris fra 1837 til 1853 som ægtefælle til dronning Maria 2. af Portugal. Han var Portugals regent fra 1853 til 1855.